# Thymoites simplex
Thymoites simplex är en spindelart som först beskrevs av Bryant 1940.  Thymoites simplex ingår i släktet Thymoites och familjen klotspindlar.
Artens utbredningsområde är Kuba. Inga underarter finns listade i Catalogue of Life.